# Raphaël de Gubernatis
Pour les articles homonymes, voir Gubernatis.
Raphaël de Gubernatis est un journaliste et critique français spécialiste de la danse et du spectacle vivant. Il a été le critique de danse du Nouvel Observateur de 1982 à 2017.

## Biographie
Après des articles remarqués sur la danse contemporaine dans Le Quotidien de Paris, il entre en 1982 au Nouvel Observateur dont il devient le critique de danse attitré, jusqu'en 2017. 
Auteur d'ouvrages sur Merce Cunningham, Pina Bausch et Dominique Bagouet, il a défendu, dès les années quatre-vingt, les nouvelles formes chorégraphiques venues des États-Unis (Lucinda Childs, Trisha Brown...) et la Nouvelle danse française.

## Ouvrages
- Pina Bausch, avec Leonetta Bentivoglio et les photographies de Guy Delahaye, Malakoff, Solin, 1986, 199 p.
- Cunningham, Arles, Éditions Bernard Coutaz, 1990, 204 p.
- « Danse », dans Dictionnaire des cultures gays et lesbiennes, Didier Éribon (dir.), Paris, Larousse, 2003.
- So Schnell – Dominique Bagouet, Nouvelles Éditions Scala, coll. « Chefs-d'œuvre de la danse », 2023, 104 p.

## Distinction
- Prix du Syndicat de la critique 2024 : Prix du meilleur livre sur la danse pour So Schnell – Dominique Bagouet[3].

## Liens
- Fonds d'archives de Raphaël de Gubernatis à la Bibliothèque nationale de France